# Santen (chemische Verbindung)
Santen (Betonung auf der zweiten Silbe: Santen) ist ein zu den verbrückten cyclischen Kohlenwasserstoffen zählender Naturstoff.

## Vorkommen

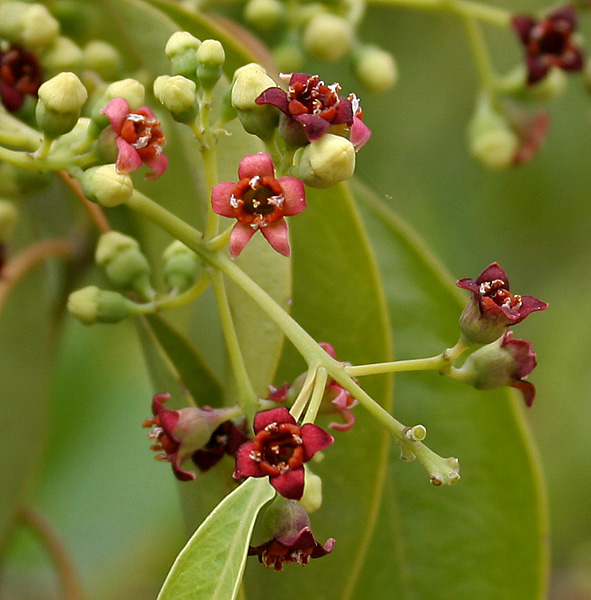
Sandelholzbaum

Es ist ein Bestandteil ätherischer Öle, genauer des Sandelholzöls und des Fichtennadelöls. Santen wurde dort erstmals 1900 von Friedrich Müller isoliert.

## Gewinnung und Darstellung
Santen kann durch Reduktion von Camphenilon, anschließende Reaktion mit Phosphorpentachlorid und Abspaltung von Chlorwasserstoff gewonnen werden. Es kann auch aus Fencholen oder Norborneol gewonnen werden.